# Munkenbeck (Adelsgeschlecht)

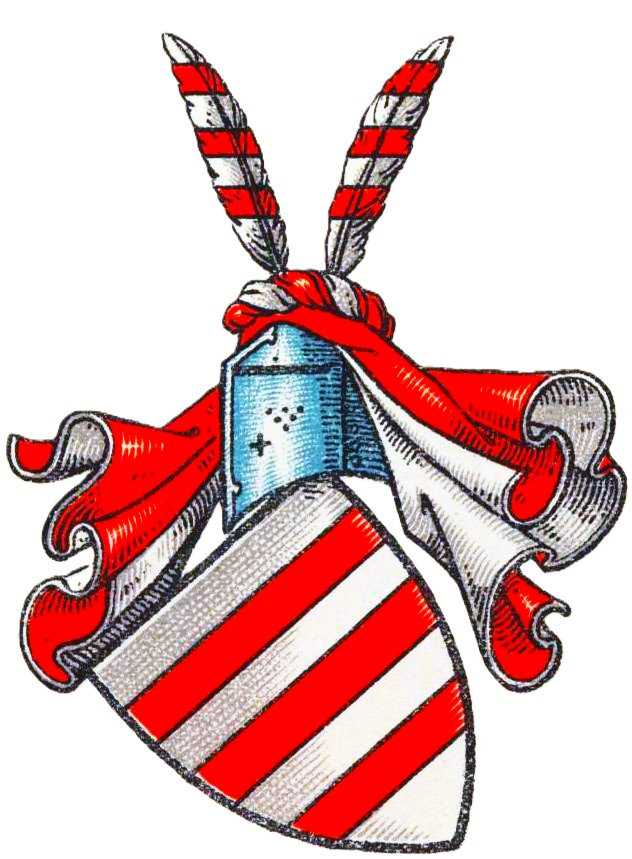
Wappen derer von Munkenbecke im Wappenbuch des Westfälischen Adels

Munkenbeck (auch Munkenbecke, Munckenbeke, Munkert, Monkert o. ä.) ist der Name eines erloschenen westfälischen Adelsgeschlechts.

## Geschichte
Das Geschlecht stammt von dem namensgebenden, inzwischen abgegangenen Haus Munkenbeck im heutigen Bochum-Stiepel, dessen letzte landwirtschaftlichen Überreste, der Hof Munkenbeck, 2001/2 abgerissen wurden. Aufgrund der Wappengleichheit mit den benachbarten Brüggeney genannt Hasenkamp wird angenommen, dass es sich bei den Munkenbeck um eine ab der ersten Hälfte des 14. Jahrhunderts auftretende Seitenlinie der Brüggeney handelt.
1308 und 1309 war Sibodo genannt Munckenbeke Ratsherr von Recklinghausen. 1328 tritt ein Ritter Bernhardus de Munckenbecke auf, 1333 Helwich von der Munkenbike sowie 1347 die Brüder Helmig, Gerhard und Thriderick v. d. Munkenbike. 1342 werden Gerhardus de Munckenbecke und sein Sohn Henrich, ebenfalls Ritter, urkundlich erwähnt. Gerd v. der Munckenbeck erscheint 1384 als tot. In diesem Jahr versprachen Gerds gleichnamiger Sohn sowie die drei Söhne seines Bruders Henrich, nämlich Bernd, Johann und Hinrich, den Diederiche van Dreyre den Alten geheyten Sculte von seiner Bürgschaft frey zu machen. Genannter Bernd van der Munckenbecke (urkundlich bis 1345) wiederum hatte zwei Söhne, die 1367 ein Gut zu Hildrop verkaufenden Henrich und Hartwick. Letzterer wird 1368 als verstorben erwähnt.
1359 kaufte Diedrich von Munkenbeck den Eicklinghofer Zehnten von Sieberg. Sein Erbe war sein Vetter Heinrich, der Sohn des oben zu 1342 erwähnten Heinrichs. 1369 schenkte Dietrich diesen Zehnten dem lokalen Pastor. Eine weitere Schenkung erfolgte 1411 durch die o. g. Brüder Bernd und Johann, Söhne von Gerd.
Henrich Munckenbeck hatte 1385 den Munckerdes Hove zu Barop. 1400 erscheint ein Gort in der Munckenbeck geheyten Munckert. Offenbar derselbe Gerd von Munkenbeck wurde 1400 von Lippe mit Steinhausen bei Witten belehnt. 1412 verpfändeten Bernd und Johann von der Munckenbecke dem Everde von Mengede dem jüngern ihren Teil des Tresken Guts zu Hiltrop.
Neben Haus Munkenbeck saß die Familie auch zu Dortmund-Huckarde, so etwa die 1454 auftretenden Johan Munckert zu Hockerde, dessen Frau Elske, ihre Kinder Wilhelm und Anna, sowie auf dem Haus in den Dornen (später „Därmanns Hof“) in Witten-Herbede. Auf letzterem Haus ist die Familie von 1391 (Hein. von der Munkenbecke) bis 1534 (Henrich von der Munkenbeck von der Dornen) nachweisbar. 1541 ist Bilie Munckert Frau des Diederich Voß zu Aplerbeck. 1570 war eine Munckert Frau eines von Neuhoff.
Spätere urkundliche Erwähnungen sind nicht überliefert, so dass davon auszugehen ist, dass die Familie im 16. Jahrhundert ausstarb.

## Wappen
Blasonierung: In Silber drei rote Querbalken. Auf dem rot-silbern bewulsteten Helm mit rot-silbernen Helmdecken zwei silberne Fasanenfedern, jeweils mit drei roten Balken belegt.